# Alfred Kiss
Alfred Kiss, także Alfred Kiß (ur. 10 września 1904 w Łodzi, zm. 25 kwietnia 1945 na Helu) – niemiecki fotograf, który zasłynął dokumentowaniem na swoich fotografiach dziejów Łodzi w trakcie II wojny światowej.

## Życiorys
Był synem Hermanna Kissa (urodzonego w Łodzi) i Emmy Grenig (Grühning). Uczył się w Niemieckim Gimnazjum Reformowanym w Łodzi, po którym zaczął pracę w fabryce Ludwika Grohmana. Następnie ukończył szkołę zawodową w Mönchengladbach, dzięki której mógł zostać mistrzem przędzalnikiem. Jednocześnie jego pasją była fotografia. Początkowo fotografował przede wszystkim obiekty i miejsca związane z Niemcami i niemiecką kulturą, m.in. cmentarze z I wojny światowej. W 1935 roku uczestniczył w spotkaniu VDA (Volksbund für das Deutschtum im Ausland) w Königsbergu. Wraz z fotografem Waldemarem Rode utworzył archiwum fotograficzne, które miało na celu rejestrować obecność Niemców w Polsce, o nazwie Archiv Ostlandbild.
Do 1938 roku mieszkał przy ul. Dzikiej 41 w Łodzi na Bałutach, później wyjechał z rodziną do Chemnitz by powrócić do Łodzi po wybuchu wojny i zamieszkać przy Adolf Hitlerstrasse 145 (dziś ul. Piotrkowska 145). Wtedy założył własne studio fotograficzne Fotoarchiv Ostlandbild, w ramach którego gromadził zdjęcia Łodzi i okolic, a także fotografował Łódź i jej mieszkańców. Pod okupacją niemiecką tematami jego zdjęć niekiedy byli nazistowscy notable, w tym m.in. Artur Greiser, a także Adolf Hitler. Był również m.in. autorem zdjęć zniszczenia łódzkich synagog, a w 1940 roku fotografował tworzenie Litzmannstadt Ghetto. Swoje zdjęcia publikował na łamach „Litzmannstadtter Zeitung”. W 1943 roku trafił do armii, z którą był na froncie wschodnim, m.in. w Kownie.
Miał żonę Martę, z którą miał trzech synów: Hansa, Fryderyka i Guenthera.